# 波音機場

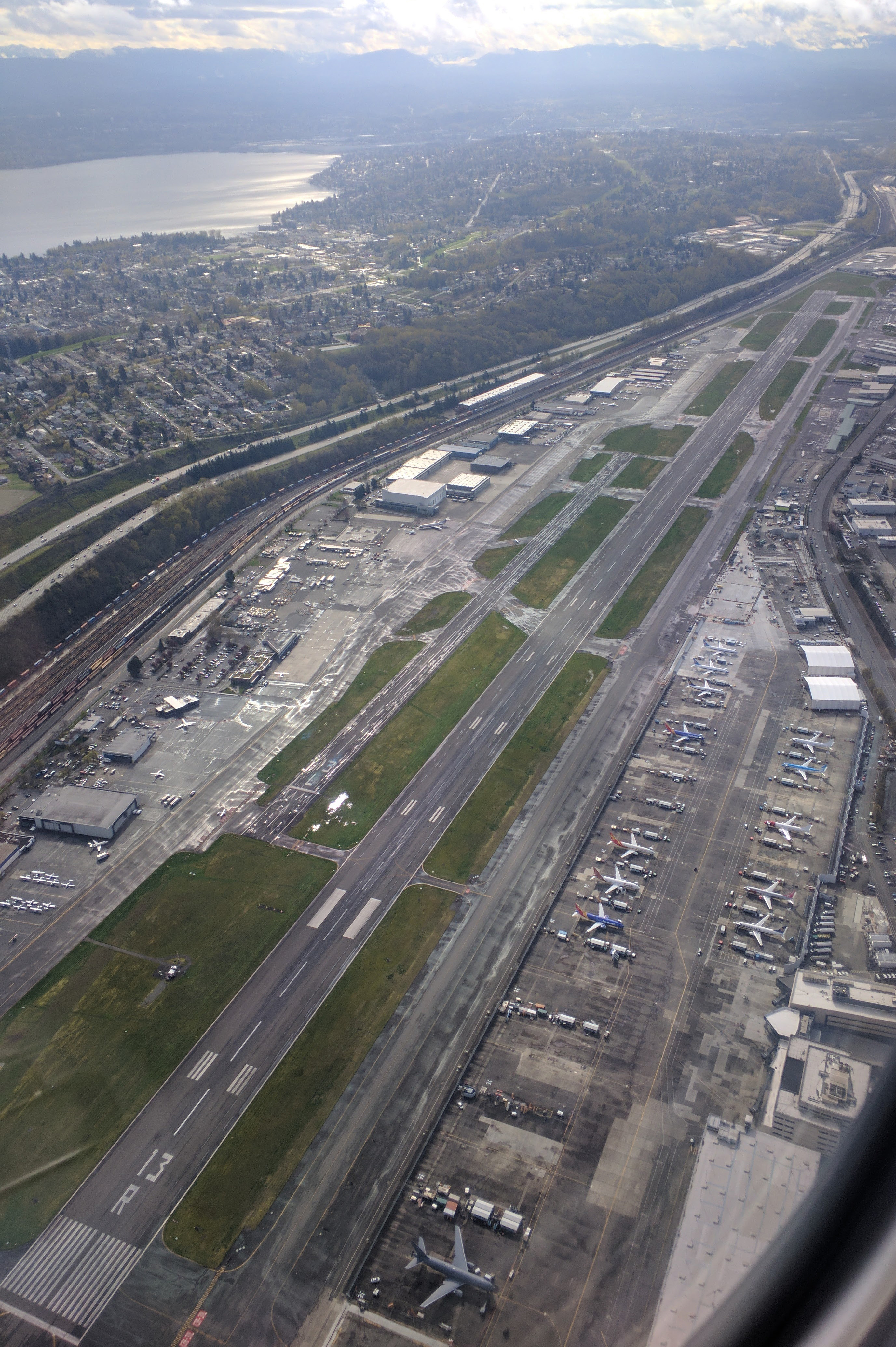
從空中拍攝波音機場

波音機場（英語：Boeing Field）是美國華盛頓州西雅圖的第一個民用機場，亦是波音公司其中一座廠房的所在地，於1928年啟用。
雖然波音機場的正式名稱為「金縣國際機場」（英語：King County International Airport，簡稱KCIA），但目前以通用航空、貨運為主，並輔以少量國內航班。

## 歷史
波音機場於1928年啟用時，是西雅圖的第一個民用機場，亦是西雅圖港的一部分。
在第二次世界大戰期間，由於美國空軍徵用此機場作空軍基地，導致民航航班無法起降，當局遂於1940年代中另建西雅圖-塔科馬國際機場取代。
新機場啟用後，雖然波音機場並未關閉，但各航空公司都在1940-50年代間陸續轉場，直到1971年以後不再有定期航班停靠。
2007年2月，為統合市內交通規劃，機場擁有權曾擬由所在地的金縣地方政府，移交至西雅圖港，但最後並未成事。

## 設施及使用量
機場佔地257公頃，並設有兩條分別長3,050米及1,131米的跑道，表面均以瀝青鋪設。在使用量方面，機場每日平均起降量為502架次（截至2019年1月1日，不包括波音新造飛機進出場），當中通用航空佔機場起降架次的79% 。

### 波音廠房

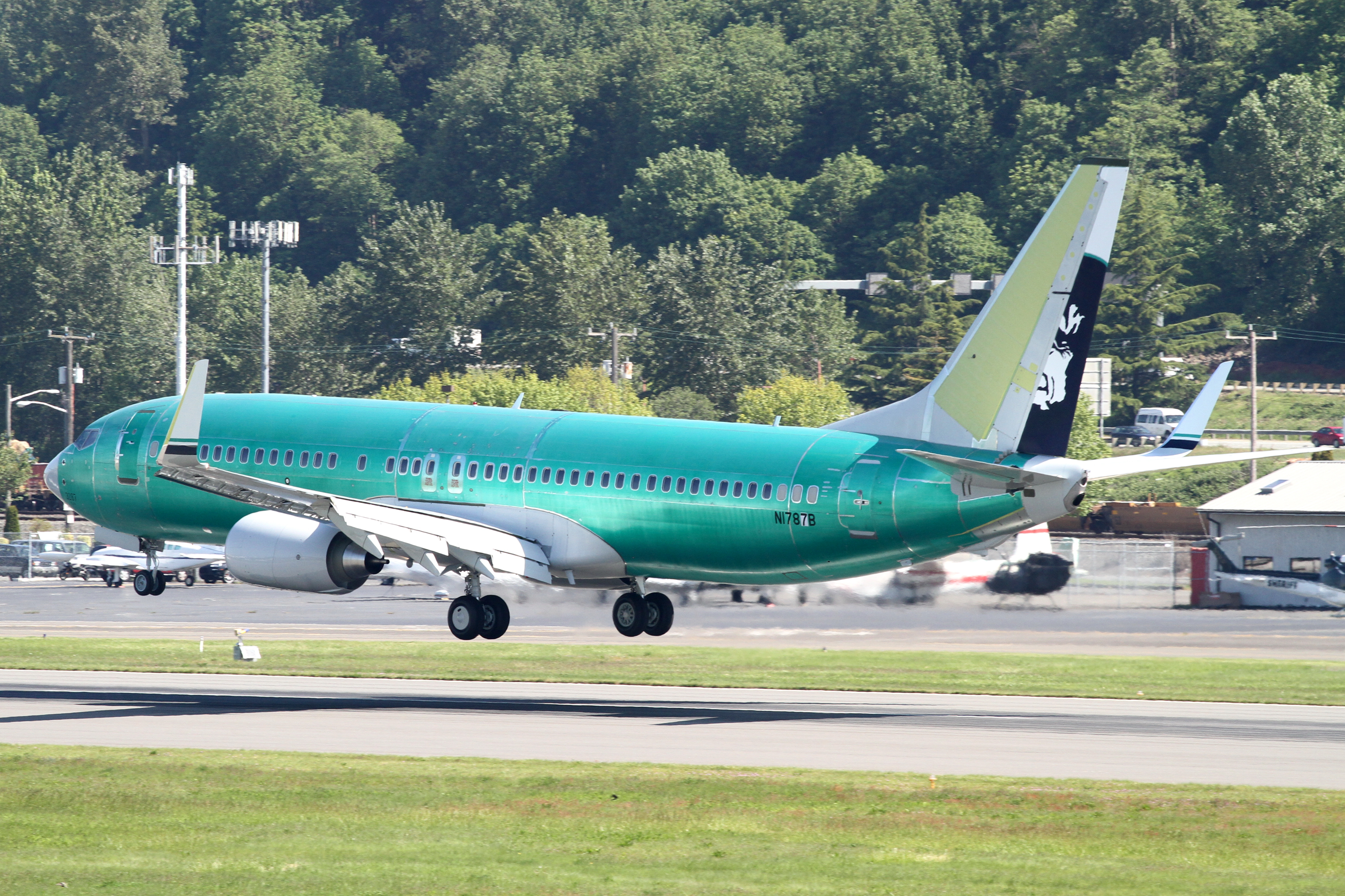
一架未上漆的波音737從倫頓飛抵波音機場

波音公司是波音機場最主要的用戶，其廠房設於機場西側。目前，所有波音737的最後整備及生產試飛的工作，均於波音機場廠房進行，而廠房內設有相應的飛機上漆及試飛設備。此外，其他型號的波音飛機的進一步試飛及交付工作，亦在此機場完成。
此外，波音機場廠房亦負責製造軍用版波音737，例如E-737空中預警機。而在1960-1970年代間，由於倫頓廠房空間不足，737客機的組裝工作亦改於波音機場進行，直至第271架交付後才將流水線遷回倫頓。

### 客運及貨運設施

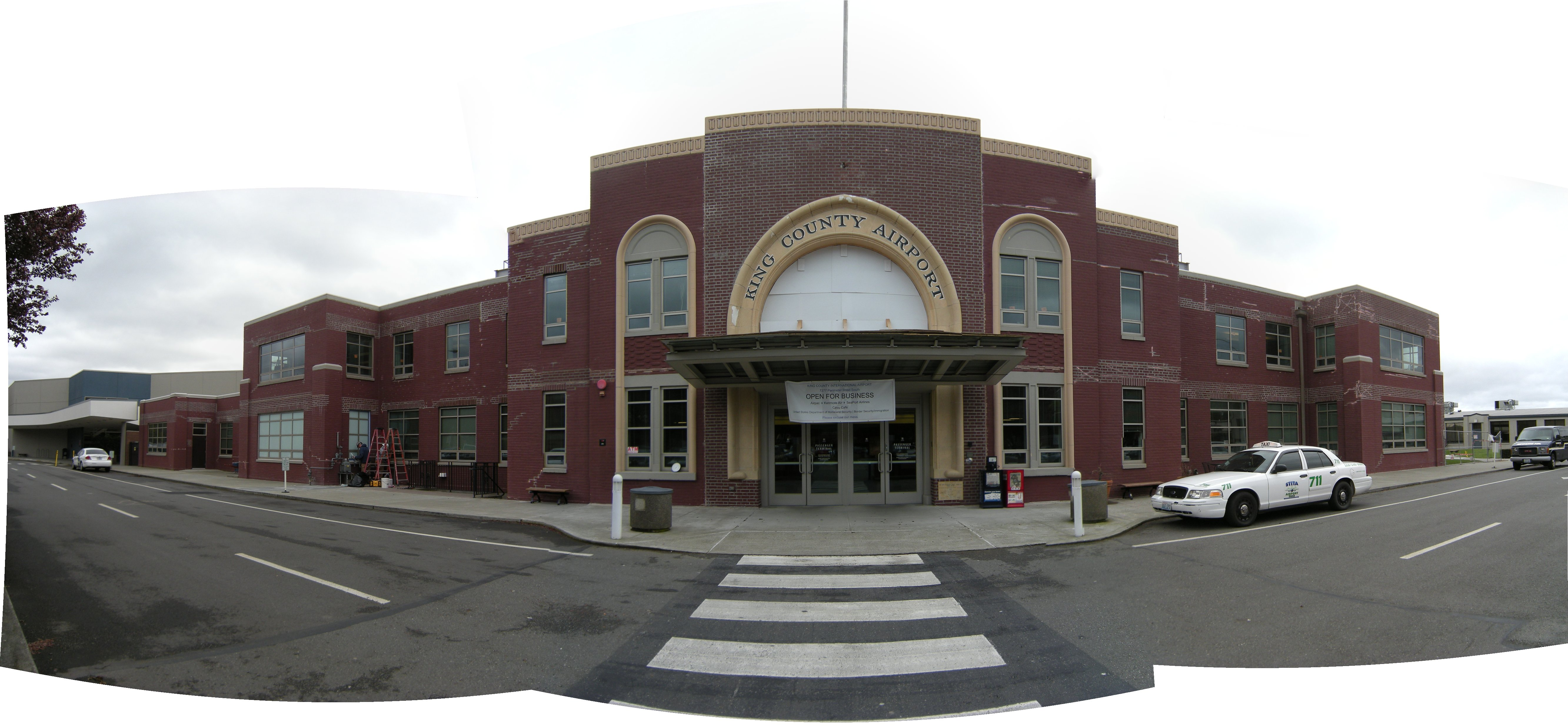
客運大樓外觀

由於波音機場目前並無定期航班停靠，因此在機場東側只設有一座細小的客運大樓，樓高2層。此外，貨運機坪位於客運大樓的東南面。

### 航空博物館
飛行博物館設於波音機場最南端，於1965年創立。該館收藏多於150架具歷史價值的飛機，當中包括和諧式客機、第一代空軍一號等。

## 航空公司及航點

### 客運
由於2019冠狀病毒病美國疫情，JSX航空於2020年4月宣佈永久撤出波音機場。因此，目前僅有一間航空公司的季節性客運航班在此停靠。
| 航空公司         | 目的地               |
| ---------------- | -------------------- |
| 肯莫爾航空（M5） | 星期五港、聖胡安群島 |

### 貨運
貨運航點以華盛頓州內的二、三線市鎮為主，亦有部分航班來往部分美國主要機場，以及鄰近的加拿大溫哥華。
| 航空公司            | 目的地 |
| ------------------- | --- |
| AirPac Airlines     | 弗農山, 埃弗里特, 尤金, 安吉利斯港, 波特兰, 沙加緬度（公務機場）, 斯波坎, 舊斯波坎機場, 雅基馬                                   |
| Ameriflight         | 貝靈厄姆, 弗農山, 埃弗里特, 克奇坎, 刘易斯顿, 摩西湖市, 奧林匹亞, 奥马克, 波特兰, 斯波坎, 塔科马, 三城, 瓦拉瓦拉, 韦纳奇, 雅基馬 |
| SkyLink Express     | 溫哥華 |
| 联合包裹服务航空    | 安克雷奇, 芝加哥/羅克福德, 丹佛, 路易维尔, 安大略, 波特兰, 斯波坎, 溫哥華                                                        |
| Western Air Express | 波特兰 |